# Théophylacte (exarque)
Pour l’article homonyme, voir Théophylacte.
Théophylacte est un haut dignitaire eunuque de l'Empire byzantin aux alentours de l'an 700. 

## Biographie
Théophylacte est d'abord cubiculaire, c'est-à-dire dignitaire de la chambre impériale au Grand Palais de Constantinople. 
Entre 698 et 701, Il est ensuite envoyé en Sicile par l'empereur Tibère III en tant que stratège de ce thème. 
En octobre 701, il arrive à Rome en tant qu'exarque. La troupe tente de se soulever contre lui. L'intervention du pape permet d'éviter à la situation de dégénérer. Cette hostilité est peut-être due à ses responsabilités dans l'administration financière, une question épineuse à la source de tensions entre Constantinople et l'Italie. En 705, il est remplacé en tant qu'exarque par Jean III Rhizocope à la suite de l'expédition punitive de Justinien II contre la ville de Ravenne, peut-être en représailles au soutien que la population avait apporté à la révolte de 695 et qui avait abouti à la chute de Justinien.